# Daïra de Rogassa
La daïra de Rogassa est une daïra d'Algérie située dans la wilaya d'El Bayadh et dont le chef-lieu est la ville éponyme de Rogassa.

## Localisation
La daïra est située au nord de la wilaya d'El Bayadh.

## Communes
La daïra est composéé de trois communes : Cheguig, Kef El Ahmar et Rogassa.